# Nepal Airlines
Nepal Airlines (anciennement Royal Nepal Airlines) est la compagnie aérienne nationale du Népal. La compagnie figure sur la liste des compagnies aériennes interdites d'exploitation dans l'Union européenne.
En 2019, la compagnie a été élue comme la pire compagnie aérienne par le portail EasyVoyage. Les raisons de cette position au classement sont la piètre qualité du service clientèle, le ratio crashs / vols ainsi que la dangerosité des pistes népalaises[réf. nécessaire].

### Flotte actuelle

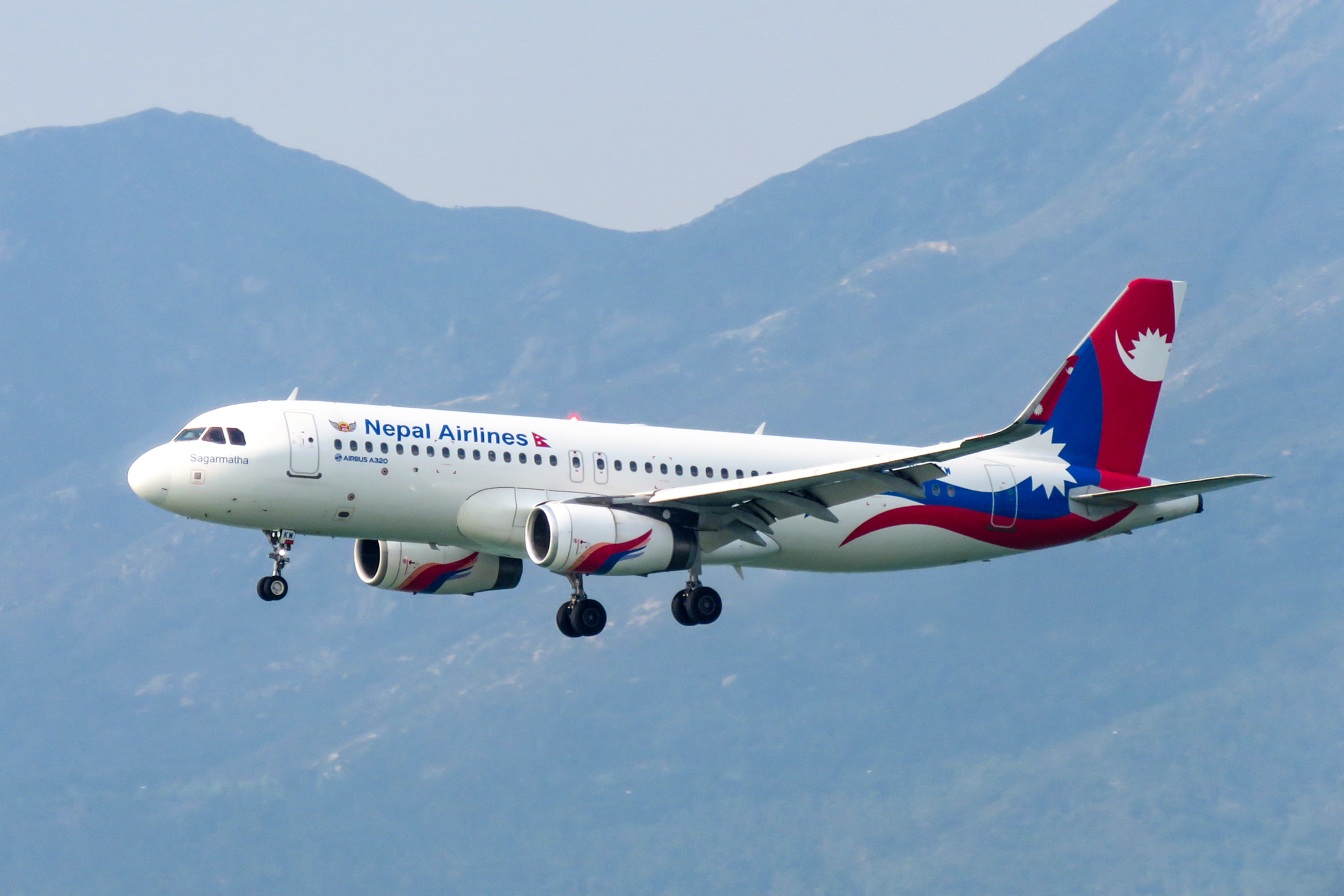
Airbus A320 de Nepal Airlines

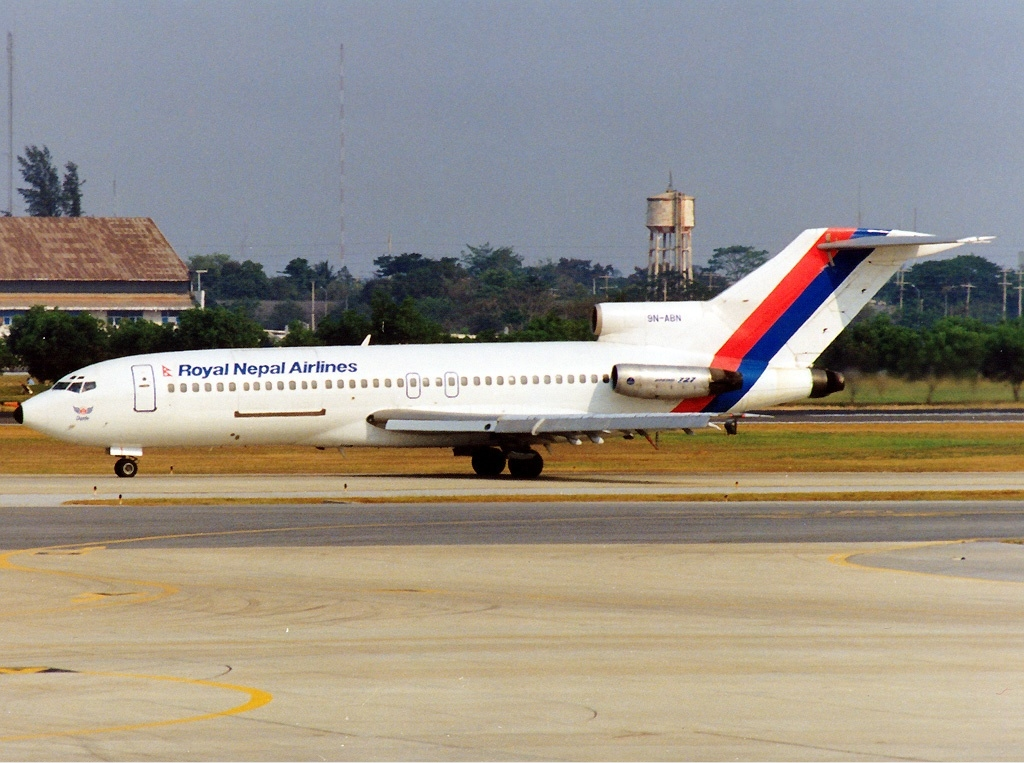
Ancien Boeing 727 de Nepal Airlines